# Донна Мишель
Донна Мишель (урождённая Донна Мишель Фик, также известна как Донна М. Ронне; 8 декабря 1945, Лос-Анджелес — 11 апреля 2004, Юкайа) — американская модель, актриса и фотограф.

## Биография
Она родилась под именем Донна Мишель Фик 8 декабря 1945 года в Лос-Анджелесе. По линии матери происходила из семьи баронов.
Донна Мишель была выбрана журналом Playboy Playmate месяца в декабре 1963 года и Юбилейная девушка года в 10-ю годовщину журнала.
Когда её обнажённые снимки авторства Помпео Посара и Эдмунда Лея впервые появилась в журнале, ей было 17 лет. Незадолго до этого она вышла замуж за Дэвида М. Ронне (2 февраля 1963 года в Лос-Анджелесе). Они развелись в этом же городе в апреле 1967 года.
Донна снялась в нескольких фильмах и телесериалах в период с 1964 по 1970 годы. Чаще всего это были небольшие роли «сексуальных штучек».
Ушла из жизни 11 апреля 2004 года после тяжёлой борьбы с онкологическим недугом. Ей было 58 лет.